# Павел III (митрополит Сарский)
Митрополи́т Па́вел III (в миру Пётр; ум. 7 сентября 1675) — епископ Русской православной церкви, митрополит Сарский, Подонский и Козельский.

## Биография
Был священником и протопопом в церкви Сретения «на сенях у царя» в Москве. По смерти жены пострижен в монашество в Московском Спасо-Преображенском (Ново-Спасском) монастыре.
В 1659 году назначен настоятелем Чудовского монастыря с возведением в сан архимандрита.
В 1660 году Никон обвинял архимандрита Павла вместе с митрополитом Крутицким Питиримом, в намерении его отравить, — «и он было отравил, да едва Господь помиловал: безцем камнем да индроговым песком отпился». Как объяснилось на розыске, обвинение было ложное; но оно интересно, как характеристика отношений Павла и Никона.
22 августа 1664 года хиротонисан во епископа Сарского с возведением в сан митрополита.
Во время служения в митрополичьем сане три раза был местоблюстителем патриаршего престола; принимал участие в Соборе 1666—1667 годов, осудившем Никона. Ему приходилось также не раз управлять Казанской, Рязанской и Вятской епархиями.
Взгляды на церковь и государство были высказаны Павлом на соборе 1666—1667 годы при подписании акта о низложении Никона, где говорилось, между прочим, что патриарх должен быть «послушлив» царю «яко сущему в вящшем достоинстве и местнику Божию». Павел, а вместе с ним и митрополит Рязанский Иларион, отказались подписаться под актом и удалились из заседания. Действия их навлекли на них опалу и со стороны царя, и вставших на его сторону восточных патриархов: они должны были отказаться от своих мнений относительно достоинства патриарха и покаяться перед царём. Несмотря на просьбу о ходатайстве перед государем, поданную ими патриархам, они подверглись, однако, значительному наказанию, именно временному запрещению совершать богослужение; кроме того, Павел был отрешён от блюстительства патриаршего престола.
Иные, согласные с взглядами правительства, воззрения Павла высказались в борьбе с Никоном: на том же соборе 1666—1667 годы он был одним из наиболее заметных противников Никона. Между этими иерархами была жёсткая вражда. У Никона она возникла естественно, благодаря замещению Павлом вакантного патриаршего престола вследствие удаления Никона после смещения местоблюстителя митрополита Ионы. Ещё задолго до начала собора Павлу приходилось исполнять такие поручения, то царя, то патриархов, которые были неприятны Никону.
Как оратор, Павел пользовался большой известностью; благодаря этому обстоятельству, ему часто приходилось говорить в торжественных случаях (например при встрече и проводах восточных патриархов в 1666—1667 годы); ему же поручали говорить и переводы речей иноземных духовных лиц после произнесения их последними на греческом языке. К сожалению, трудно сказать, есть ли между теми речами, которые он говорил, им самим сочиненные; на это сомнение наводит то обстоятельство, что, как известно, митрополит Павел часто пользовался помощью своего близкого друга Симеона Полоцкого: на подлинниках многих речей Симеона Полоцкого, сохранившихся в Московской Синодальной Библиотеке, попадаются приписки его рукой: «scripsi iussu ill-mi Рauli, na roskazanie metr. Paula», и т. п. Можно думать, что и переводы речей восточных патриархов составлялись заранее тем же Симеоном: в «Выходах патриарших» есть указание, что после речи Патриарха Паисия «по писму по тетради молудестовой Павел митрополит Сарский ту же речь по-русски говорил»; в другом месте сказано, что Паисий сам передал Павлу перевод после произнесения речи. Несомненно, Симеону было выгодно оказывать услуги Павлу ввиду большого значения последнего при дворе и среди духовенства.
Богословско-литературная сторона деятельности Павла выразилась, главным образом, в порученном ему собором 1674 году, как знатоку греческого языка, надзоре за переводом Библии; самый перевод был предложен Епифанию (Славинецкому) при сотрудничестве других лиц. За смертью обоих главных участников перевода, — и митрополита Павла, и иеромонаха Епифания, оборвалась на переводе Нового Завета, и предприятие их не было доведено до конца.
Другой труд Павла касается русского церковного пения; это именно «извещение о согласнейших пометах вкратце изложенных со изящным намерением требующим учитися пения». Составление этого сочинения имело целью устранить разногласие в знаменном пении и, можно думать, имело ближайшим поводом издание сочинения монаха Евфросина «Сказание о различных ересях и о хулениях на Господа Бога и пречистую Богородицу, содержимых от неведения в знаменных книгах». По поручению царя Алексея Михайловича митрополит Павел пригласил знатоков этого дела «добре ведущих знаменное пение и знающих того знамени лица их, разводы и попевки московского, что христианов и усольских и иных мастеров в попевках именуются». Ближайшее участие в этом труде принял Александр Мезенец, на что указывают, между прочим, его вирши, приложенные в конце сочинения.
Надо ещё отметить духовное завещание митрополита Павла, имеющее преимущественно поучительный характер; составление его приписывается, впрочем, с большей вероятностью Симеону Полоцкому, чем Павлу.
Известны многочисленные пожертвования митрополита Павла монастырям, главным образом, обители Всемилостивого Спаса, иже на Новом, где он принял монашество; известны также его милостыня, раздача пищи беднякам и т. п.
В то же время он известен своей любовью к научным занятиям и редким трудолюбием; у него в доме, по словам Симеона Полоцкого, «не ины беседы бываху, точию рассуждения богословская о различных трудностях священного писания, ту состязания философская совершахуся»; в другом месте тот же писатель называет дом его «училищем мудрости».
Умер 7 сентября 1675 году. При погребении Павла Симеоном Полоцким было произнесено надгробное слово, дающее много материала для уяснения личности этого иерарха. Похоронен в Новоспасском монастыре.